# Oliver Belmont
Pour les articles homonymes, voir Belmont.
Oliver Hazard Perry Belmont , né le 12 novembre 1858 et mort le 10 juin 1908, est un homme d'affaires et homme politique démocrate américain. Il est le représentant du 13e district de l'État de New York entre 1901 et 1903.

## Biographie
Il est le fils d'August Belmont, Sr., et le frère d'August Belmont, Jr. et de Perry Belmont. Marié à Alva Vanderbilt, il était propriétaire de Belcourt Castle (en), à Newport (Rhode Island).